# Franz Tavella

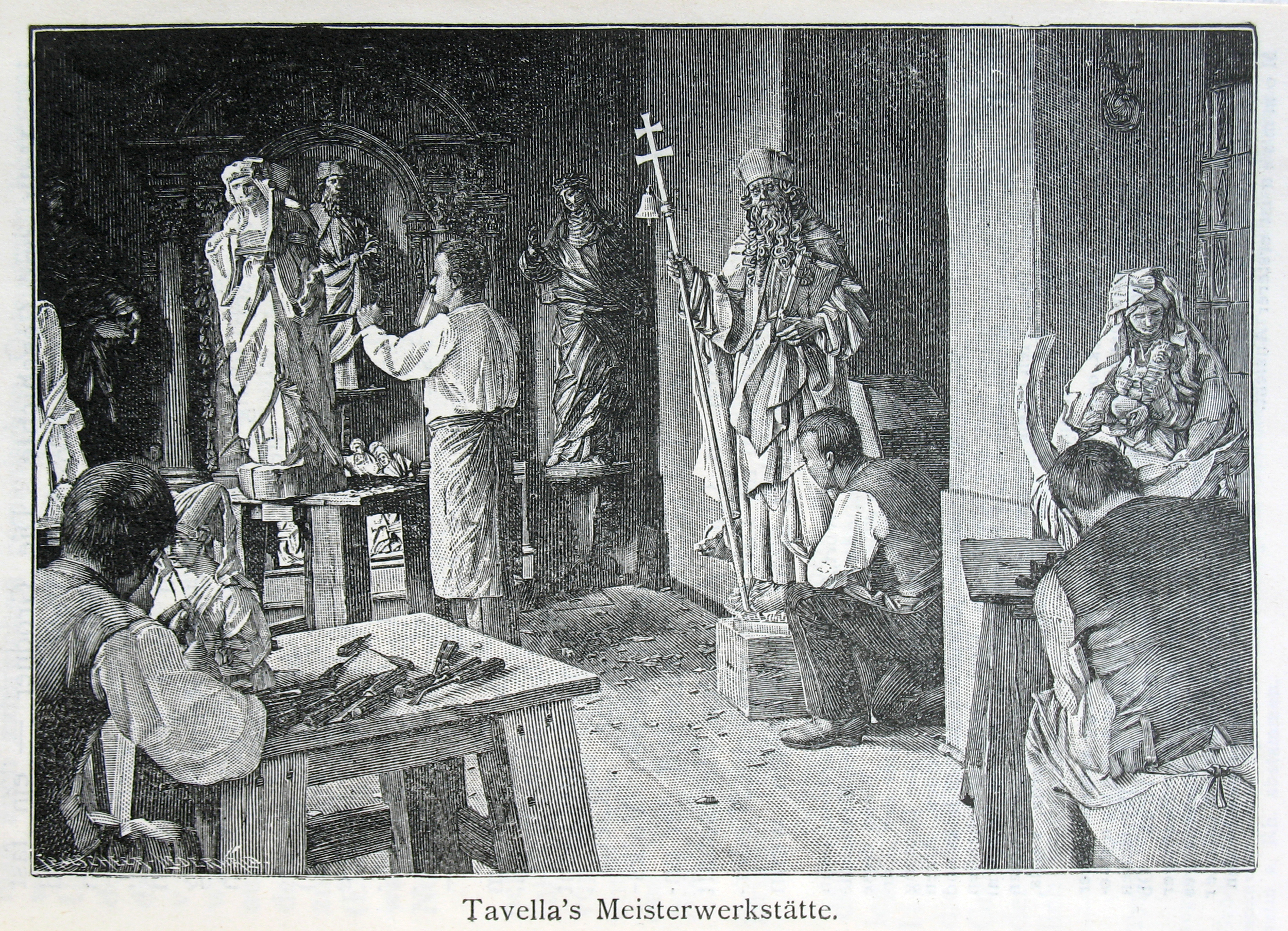
Die Werkstatt des Franz Tavella in St. Ulrich nach einem Holzschnitt im Führer Grödens des DuÖAV 1902

Franz Tavella (* 10. Oktober 1844 in Wengen, Gadertal; † 12. Dezember 1931 in Brixen, Südtirol) war ein Tiroler Bildhauer und Bildschnitzer.

## Leben

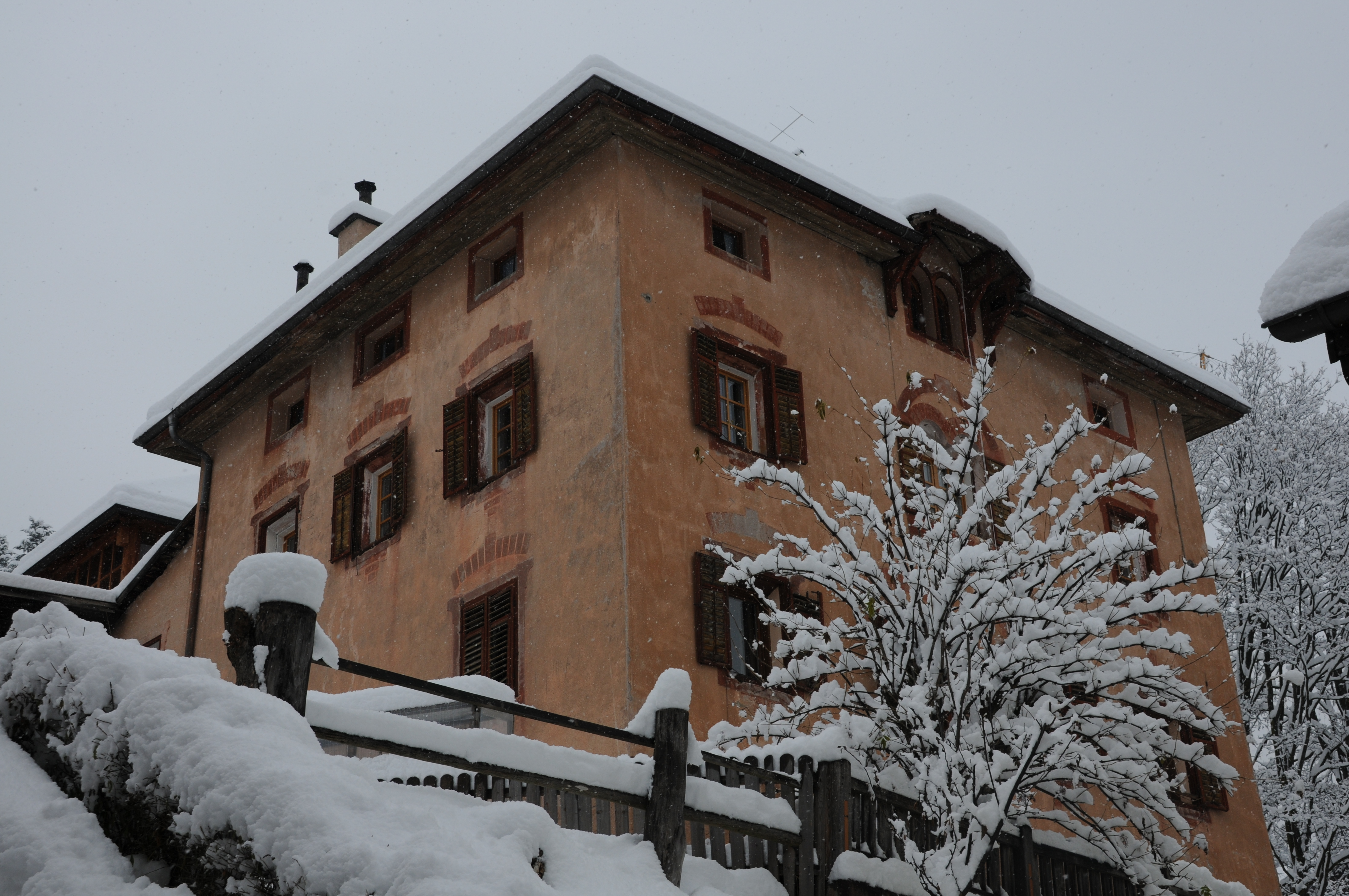
Das Haus, das Franz Tavella in St. Ulrich erbauen ließ und später verkaufte.

Tavella war der Sohn der Marianna Spisser und des Filipp Tavella. Anfangs war er als Tischler tätig und begab sich nach seiner Ausbildung als Bildhauer bei Ferdinand Demetz in St. Ulrich in Gröden für zwei Jahre an die Akademie in Wien bei Koenig. Ihm wurde zudem 1881 ein Stipendium von 250 fl. nebst Reisekostenzuschuss von 15 fl. durch den Deutschen und Österreichischen Alpenverein gewährt, um ihm die Ausbildung in der kirchlich-figuralen Kunst im Atelier von Josef Gasser in Wien zu ermöglichen. 1895 wurde er in Innsbruck für die Statue der Hl. Anna und Maria, jetzt in der Pfarrkirche von Pieve di Livinallongo, 1897 in Bozen und 1900 bei der Pariser Weltausstellung für die Pietà, jetzt in der Totenkapelle im Brixner Friedhof, ausgezeichnet. Für Franz Joseph Simmler fertigte Tavella vermutlich einen Teil der Figuren für dessen Altarbauten. In seiner Werkstatt in St. Ulrich bildete er viele Bildhauer aus. Er war einer der bedeutendsten Bildhauer in Gröden. Schüler von ihm waren unter anderen die Grödner Ludwig Moroder, Johann Baptist Moroder, Rudolf Moroder und Hans Perathoner, der Klausner Valentin Gallmetzer und Georg Ruppe aus Warmberg, Nesseltal in der Gottschee. In Gröden selbst ist keines seiner Werke zu besichtigen.
1905 übersiedelte Tavella nach Brixen, wohl von dem grödnerischen Handelseifer gestört. Folgende Notierung aus den Skizzenbüchern des Josef Moroder-Lusenberg dürfte wohl die bekannte Abneigung Tavellas den Kunstverlegern des Tales gegenüber verständlich machen:

„Es ist ein Unterschied z. B. einen sterbenden Cristus zu schnitzen, auf dessen Stirne man die göttliche Duldung u Menschenliebe lesen könnte, oder eine Maria aus dessen Augen Thränen zu Perlen scheinen u. aller Schmerz in mit wunderbarer Liebe Sanftmuth zu vereinen oder – ein Gesicht, welches sich dadurch ausweist, dass sich zwei Augen eine Nase, Mund mit denselben in gehöriger Anordnung neben einander befinden – traurig genug beides wird gleich bezahlt, der gute Schnitzer muss darben, der schlechte wird reich u. spottet den anderen – Kunst geht nach Brod od. besser bringt kein Brod.“

Er starb in Brixen in größter Armut. Ein Angebot vom Diözesanmuseum Brixen, einige Werke, an denen er sehr hing, von ihm zu kaufen, lehnte er ab und bot seine Stemmeisen zum Kauf an.

## Werke
in Deutschland
- Weingartenkirche in Offenburg, 1887 (13 lebensgroße Figuren: 10 Apostel, 1 hl. Antonius und je 1 Herz-Jesu und Herz-Mariä)
- St. Afra in Mühlenbach (Schwarzwald), 1891 (hl. Josef)[3]

in Österreich
- Wallfahrtskirche Maria Schmolln, Kreuzwegreliefs

in Südtirol
- Franziskanerkirche in Bozen: Josefsaltar.
- Schloss Prösels Für das Batzenhäusl in Bozen schnitzte er eine Hl. Magdalena, einzige Skulptur in der dort vorhandenen Kunstsammlung.[4]
- Kollmann Kirche: Heiligenstatue.
- Atzwang Pfarrkirche zum Hl. Josef: Rosenkranzgruppe 1905, Hl. Josef mit Jesukind.
- St. Peter Pfarrkirche: Rosenkranzgruppe 1885.
- Lengstein (Ritten) Pfarrkirche: Figuren der Seitenaltäre 1885: Rosenkranzkönigin, Prozessionsfiguren.
- Söll bei Tramin Kuratiekirche zum Hl. Mauritius: Thronende Muttergottes mit Jesukind Seitenaltar.
- St. Felix Pfarrkirche: Altar und Kanzelplastiken, Pietà 1902.
- Tiers Pfarrkirche zum Hl. Georg: Georg, Elisabeth und Agnes 1906 (Fassade).
- Brixen Friedhof: Pietà.
- Gsies in der Kirche Hl. Magdalena: Pietà.
- Sterzing: Kriegsnagelungen – der Wehrschild mit dem Stadtwappen von Sterzing wurde von Hans Larch entworfen und von Franz Tavella aus Brixen aus Zirbenholz geschnitzt.

in Ladinien
- Pieve di Livinallongo Buchenstein: Hl. Anna und Maria.
- Enneberg Pfarrkirche: Hl. Anna.
- Wengen Pfarrkirche: Herz Jesu.
- Wengen Pidrô Lourdeskapelle: Madonna und. Hl. Bernadette in der Grotte.
- Abtei Wallfahrtskirche Hl. Kreuz: zwei Medaillons mit Ölberg und Pietà (bez. F. Tavella 1865).
- Stern Pfarrkirche: Madonna mit Kind.
- La Pli Pfarrkirche: Hl. Josef, Hl. Anna und Maria.
- Cadin-Ampezzo Kapelle Madonna della Salute: Skulpturen im Marmoraltar.

in anderen Orte Italiens
- Sovere (Prov. Bergamo) Parrocchia di San Martino vescovo: Christus Erlöser 1901[5]

im Ausland
- Brasilien Chácara Nazareth: Sagrado Coração de Jesus – Igreja dos Frades. Mehrere Werke.
- Teltower Kirche: Der Altar mit einem überlebensgroßen Kruzifix[6] – ein Bildnis Lucas Cranachs aus der Wittenberger Stadtpfarrkirche hatte den Tiroler Bildschnitzer Franz Tavella bei seinem Werk inspiriert.[7]

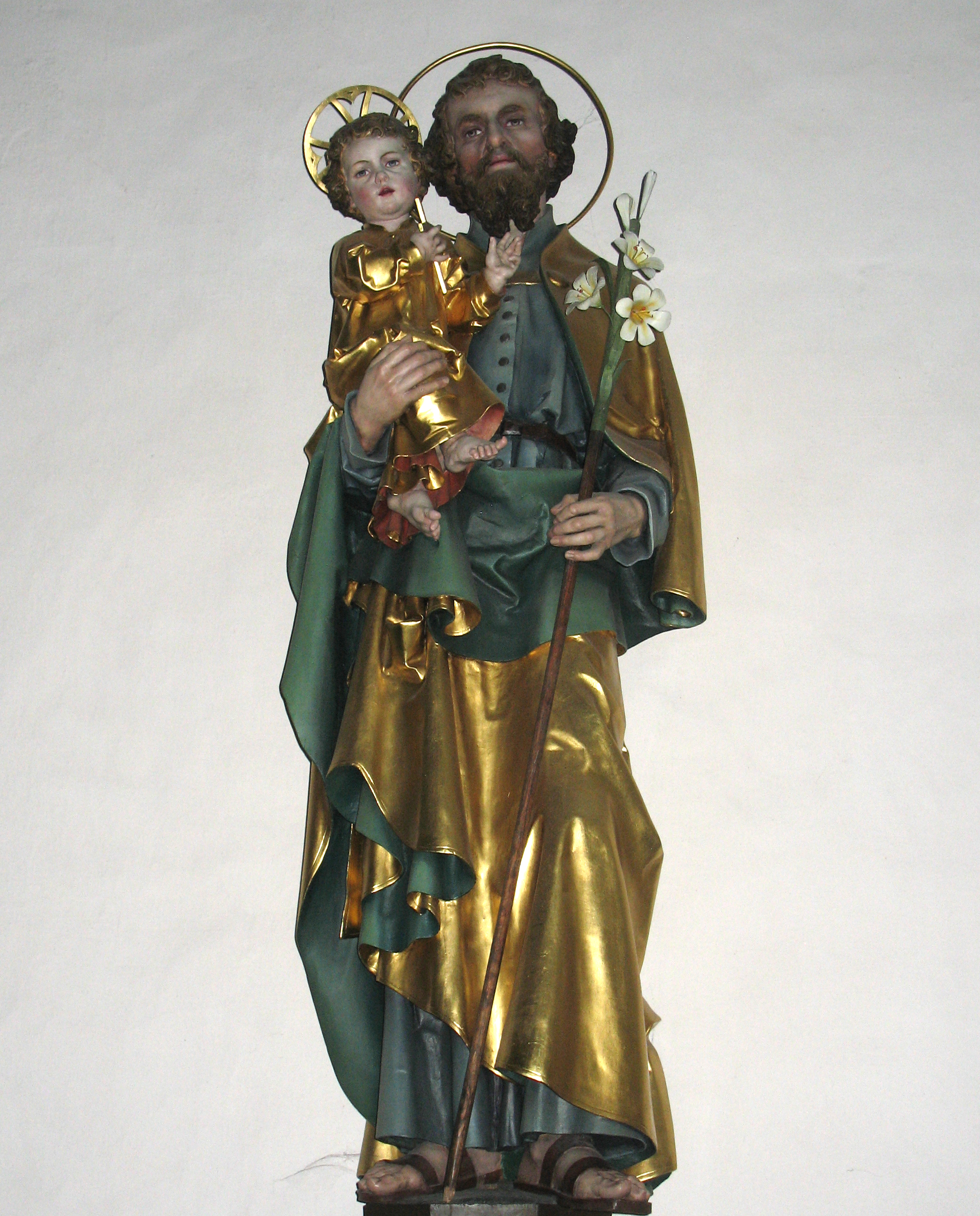
Hl. Josef in der Franziskanerkirche in Bozen
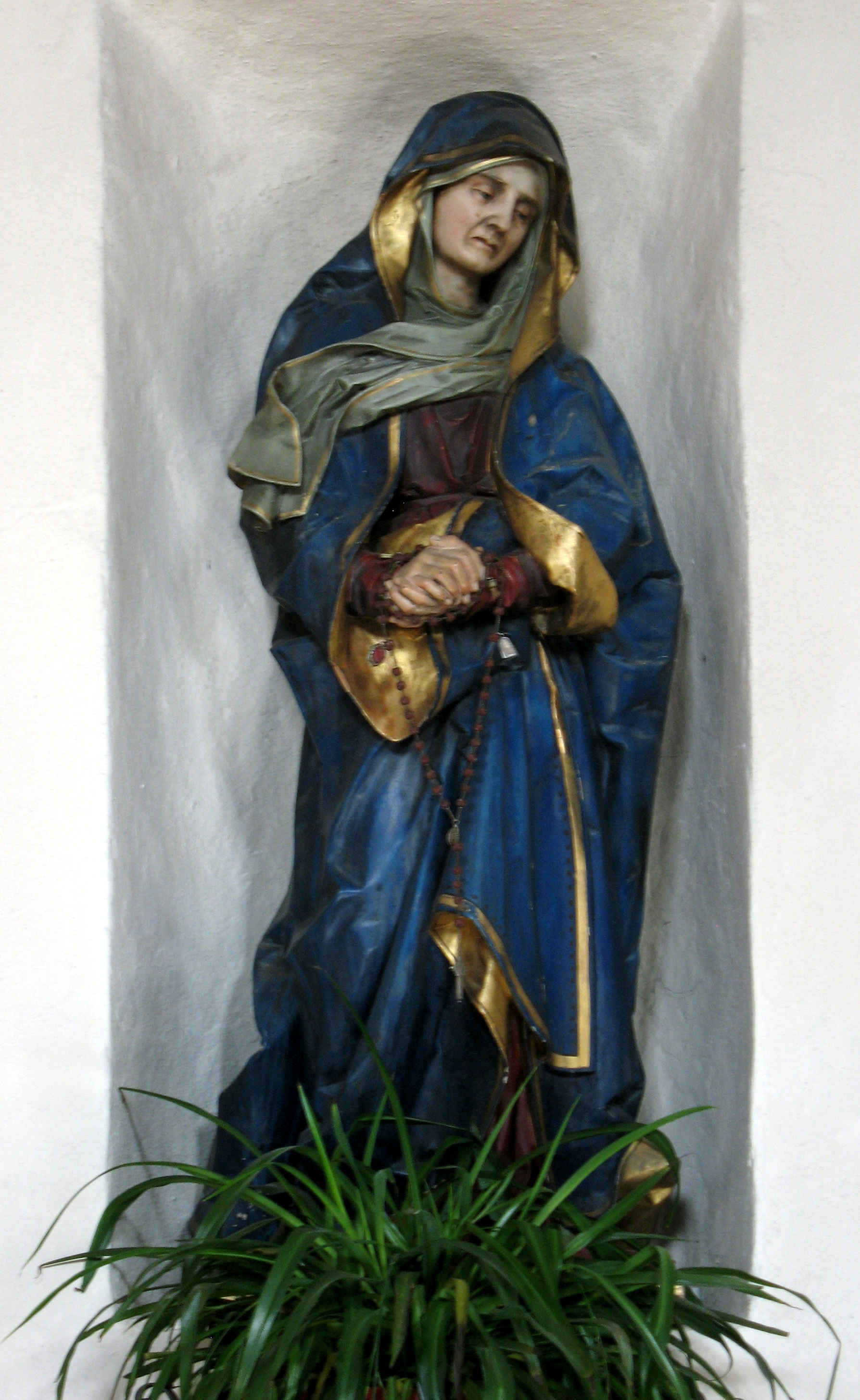
Heilige Anna in der Pfarrkirche von Kollmann
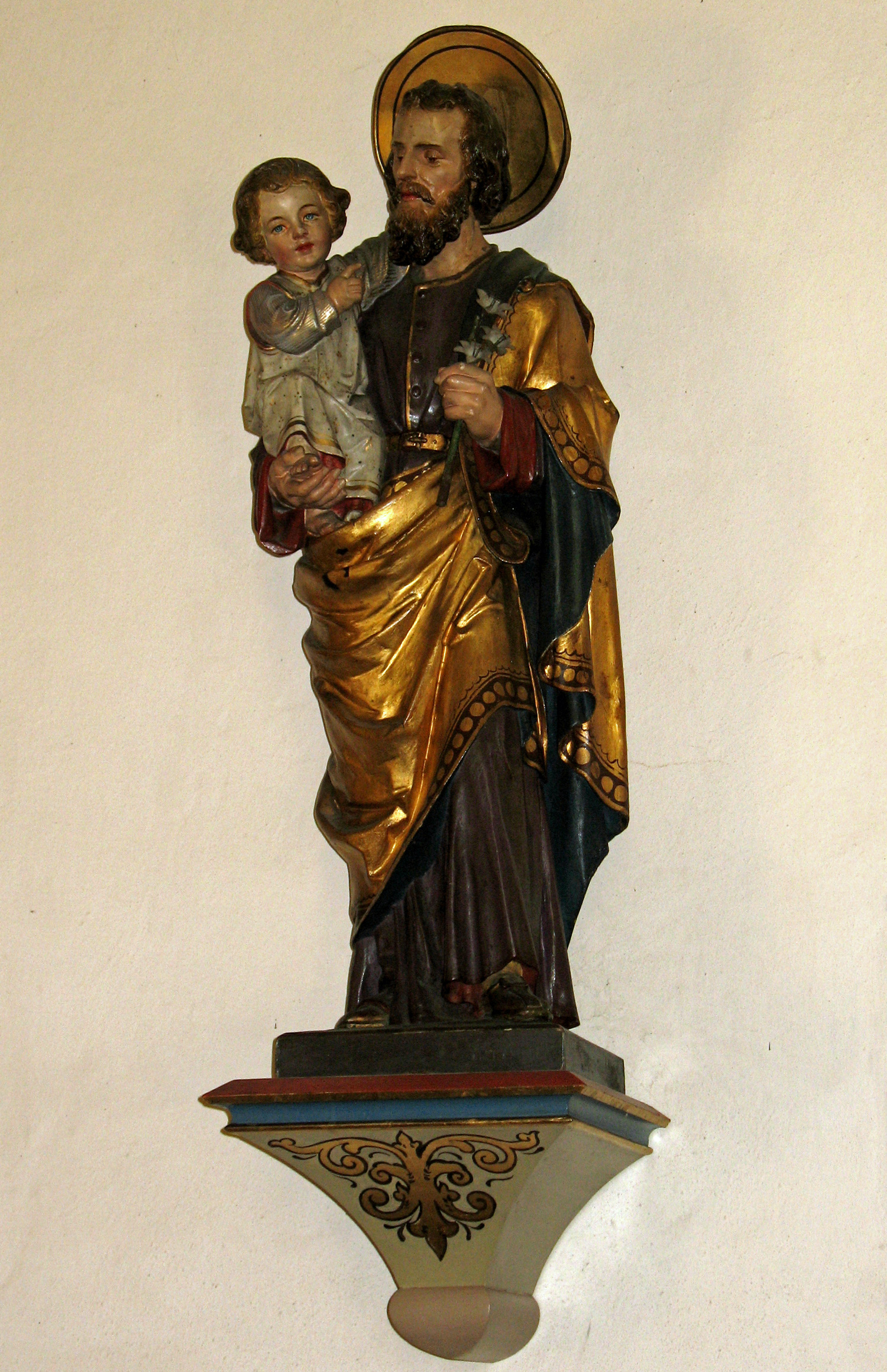
Hl. Joseph in der Pfarrkirche von Atzwang/Ritten
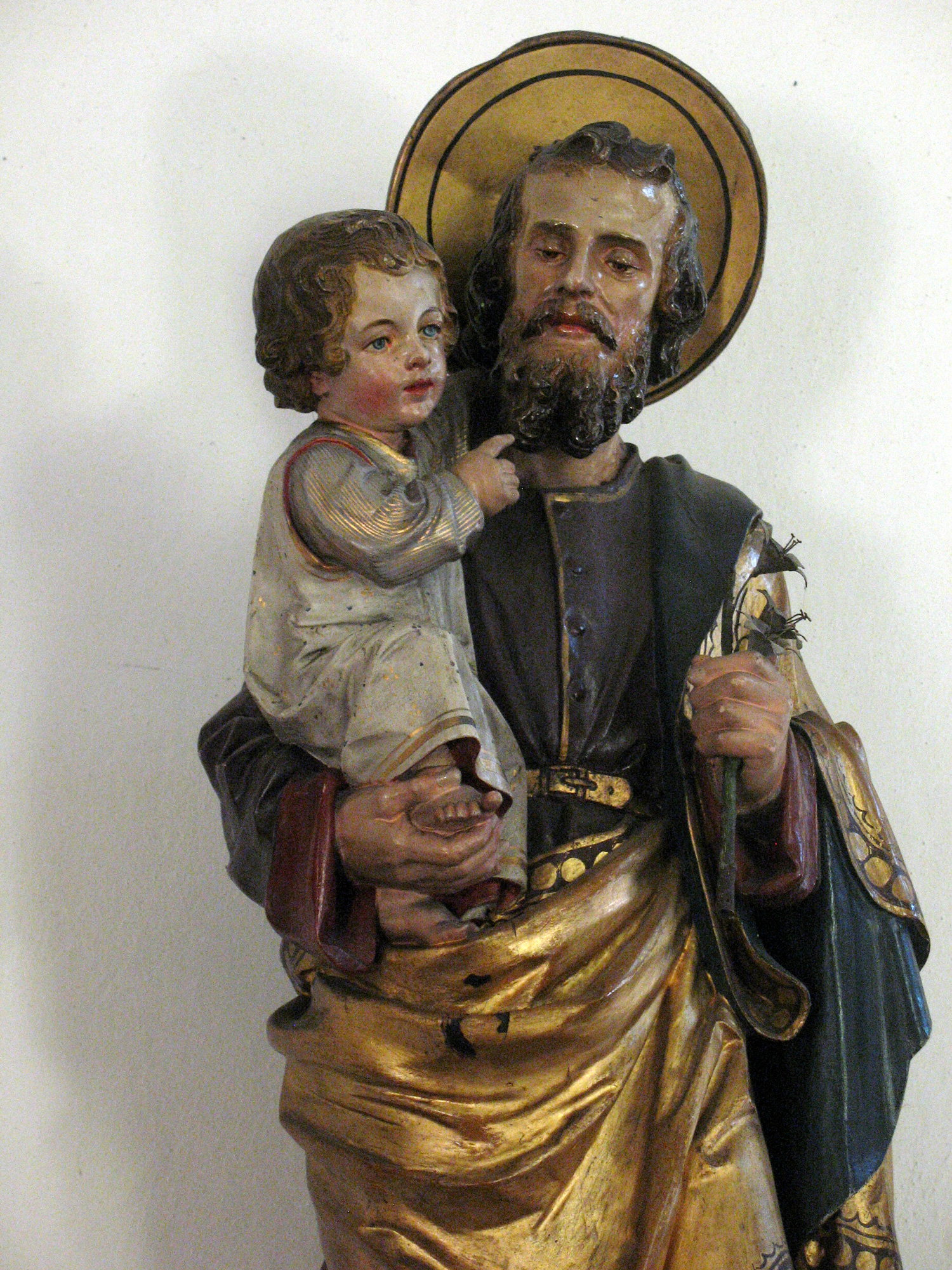
Detail des Hl. Josef in Atzwang
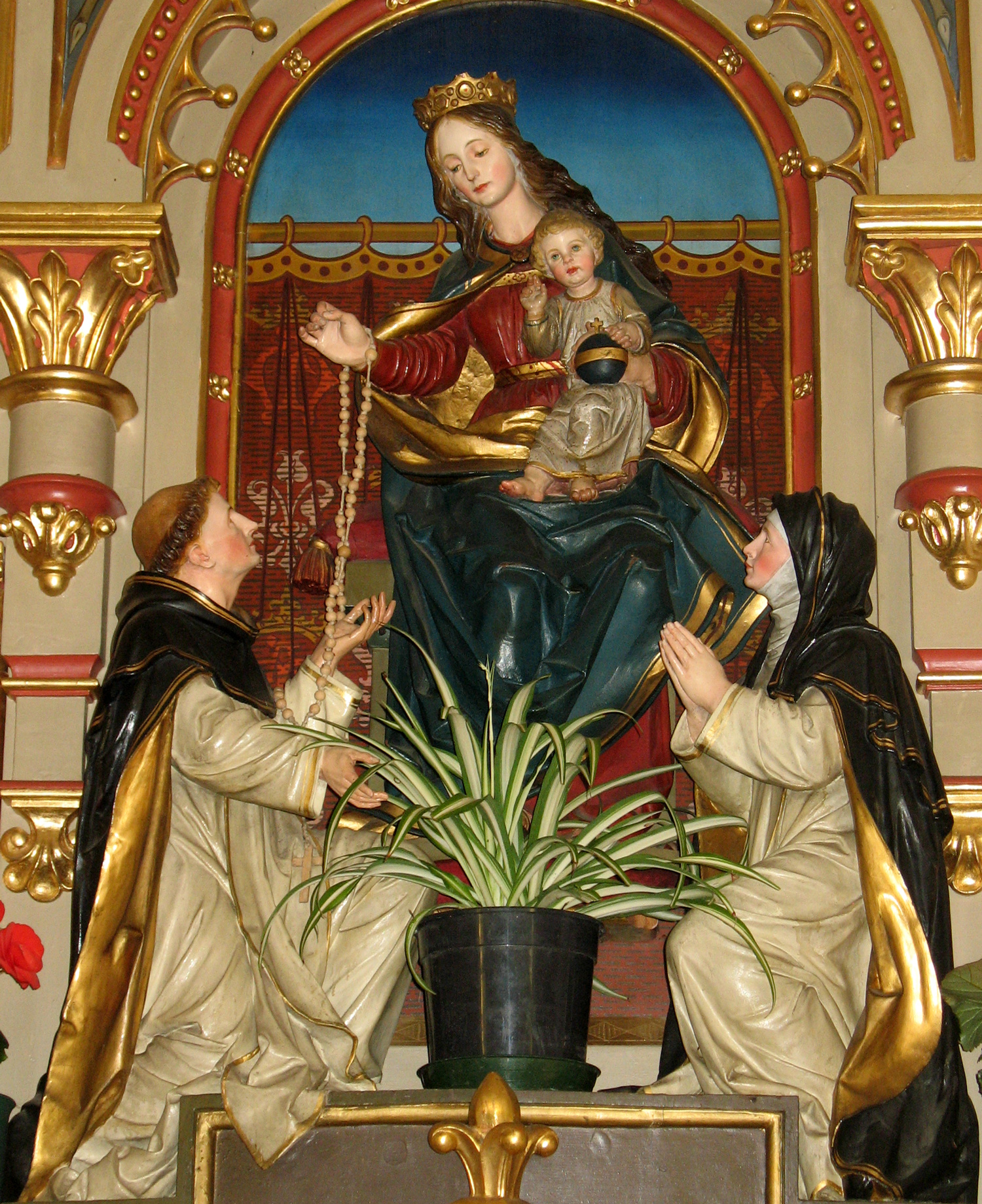
Rosenkranzmadonna in Atzwang